# Georg von Vollmar
Georg von Vollmar, en fait Georg Carl Joseph Heinrich chevalier von Vollmar auf Veltheim, (né le 7 mars 1850 à Munich et mort le 30 juin 1922 à Urfeld am Walchensee) est un homme politique allemand et premier président du SPD bavarois.

## Biographie
Vollmar vient d'une famille noble de fonctionnaires. Ses parents - mariés depuis 1849 - sont Anton von Vollmar (1824-1868), actif comme registraire secret au ministère bavarois de l'Intérieur, et de Karoline, née Loibl (1824-1903; son père Georg Loibl est à la tête du bureau des impôts du district résident de Miesbach). Les époux vivent séparément dès 1857; À partir de 1860, le père insiste sur le divorce. Le fils Georg fréquente l'école latine et l'internat des bénédictins de Saint-Étienne à Augsbourg de 1861 à 1865, où il reçoit une éducation strictement catholique. Il ne peut pas étudier au lycée Saint-Étienne d'Augsbourg (de) en raison de mauvaises notes à l'école latine (catégorie générale IV, la pire note à l'époque). À l'instar de son oncle Joseph von Vollmar (colonel), il commence d'abord une carrière militaire en 1865 et rejoint l'armée bavaroise comme volontaire, roturier et cadet Pendant la guerre contre la Prusse en 1866, il est promu lieutenant. Il déserte en 1867 («libération comme punition») et, à l'insu de ses parents, s'engage en 1868 comme volontaire dans l'armée papale de Pie IX. à Rome. À l'instigation de son père, il est transféré à l'ambassade de Bavière à Rome à la fin de 1868 (il avait signé son engagement jusqu'en 1872 et s'est fait vieillir de deux ans ) et est renvoyé à Munich. Pour la guerre franco-prussienne, il se voit refuser l'entrée dans l'armée bavaroise en raison de sa désertion. En tant qu'officier des télégraphes de guerre au service des chemins de fer de campagne, il participe néanmoins à la campagne contre la France. Dans des circonstances inexpliquées, il reçoit une balle dans le pied gauche à Blois en janvier 1871 et est renvoyé comme invalide. Ses hauts parents militaires (un oncle par alliance est le général von Brodeßer (de)) assurent sa rééducation et son alimentation avec une pension d'invalidité élevée (1.087 gulden par an). En plus de travailler comme journaliste et écrivain, il s'occupe de politique, de philosophie et de littérature (vivant avec sa mère Karoline Loibl à Munich et Miesbach; son père est décédé subitement à la fin de 1868). En 1877, il devient rédacteur en chef du Dresdner Volksbote (de) grâce à des contacts sociaux-démocrates. Condamné à dix mois de prison pour lèse-majesté , il purge cette peine à la prison de Zwickau (de).
De 1879 à 1880, sur proposition d'August Bebel, il devient rédacteur en chef de l'organe central Der Sozialdemokrat (de), paru à Zurich à l'époque de la loi socialiste. En 1881, il doit abandonner cette activité à cause de ses idées révolutionnaires radicales, avec lesquelles il entre de plus en plus en conflit avec les membres sociaux-démocrates du Reichstag. Après un court séjour à Paris, il entre au Reichstag en 1881 pour la 15e circonscription saxonne du Reichstag (Mittweida). Vollmar est député du Reichstag de 1881 à 1887 et de 1890 à 1918, à partir de 1884 pour la 2e circonscription du Reichstag de Haute-Bavière (Munich II). Il est également membre du Parlement saxon (de) de 1883 à 1889 et membre du Parlement de l'État de Bavière de 1893 à 1918.

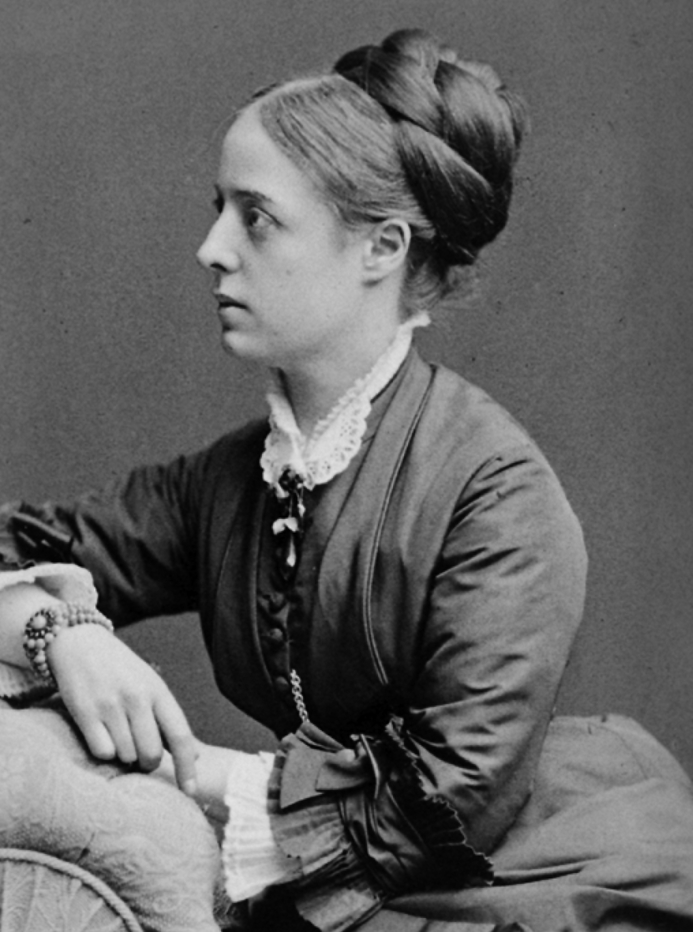
Julia Kjellberg

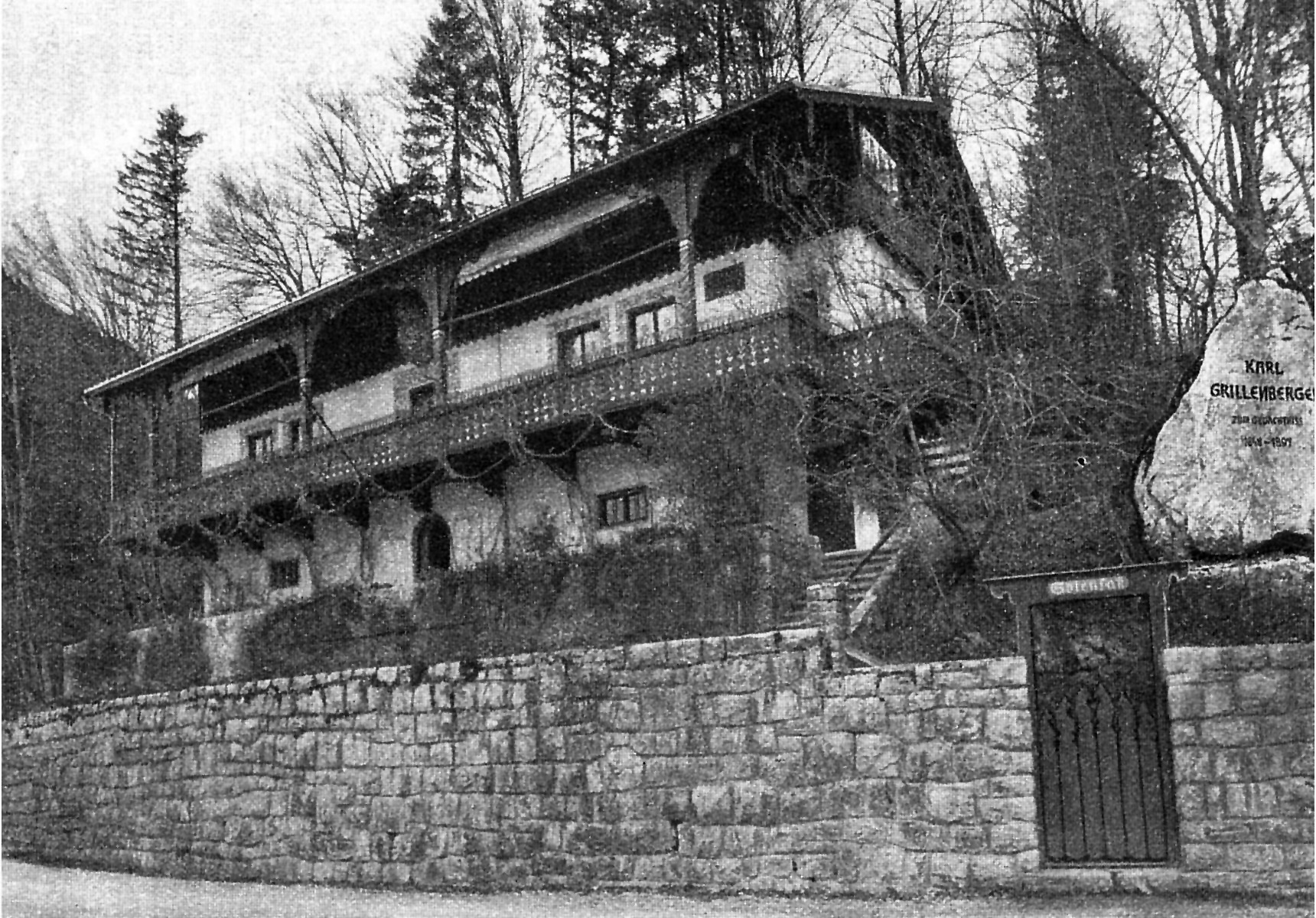
Villa Soiensaß

Depuis 1884, il entretient des contacts avec la fille extrêmement riche de l'industriel suédois Julia Kjellberg, qu'il épouse en 1885. Leur fils Sigfried décède en 1887, à l'âge de quelques mois. La riche épouse permet à Vollmar d'avoir une vie confortable et une villa luxueuse avec un parc construit à Urfeld am Walchensee, qu'ils habitent au tournant de 1889/90 et y vivent jusqu'à leur mort. Dès lors, Vollmar aborde le réformisme / révisionnisme et entretient des contacts étroits avec des représentants du parti de droite tels qu'Eduard David, Wolfgang Heine, Adolf Müller (de) et Albert Südekum. Au restaurant munichois Eldorado, les 1er et 6 juillet 1891 tente dans deux discours de justifier son changement politique afin d'apporter des améliorations d'ordre économique et social sur la base de l'état et de l'ordre social donnés. Avec cela, il se développe de plus en plus à l'antipode d'August Bebel .
Il joue un rôle décisif dans la création d'une association d'État bavaroise du SPD qui a lieu le 26 juin 1892 à Ratisbonne. Là, Vollmar et G.Löwenstein présentent un rapport sur l'importance et les activités du Landtag bavarois, qui est  publié avec le programme électoral du Landtag pour les élections de 1893 dans une publication Die Socialdemokratie und die Wahlen zum Bayerischen Landtag (Nuremberg 1892). Dans ce programme électoral est notamment soulevé la revendication suivante: «Soin de la science et de l'art, liberté illimitée de leur enseignement et de leur pratique. Création d'une loi scolaire basée sur les principes suivants: gratuité des cours scolaires et du matériel pédagogique, prise en charge des frais par l'État, amélioration de l'école élémentaire, notamment en prolongeant les horaires scolaires et en remplaçant l'inutile école de vacances par des avancées efficaces formation. Nourriture pour les écoliers dans le besoin aux frais de l'État. Soulagement des enseignants du service religieux et amélioration de leurs salaires; inspection scolaire laïque. »De 1894 à 1918, il est président du SPD bavarois. En 1903, il accepte de travailler dans un gouvernement impérial. Au début de la Première Guerre mondiale, il est un ardent défenseur de la politique de la trêve et un partisan intolérant d'une paix de la victoire jusqu'à la fin de la guerre.

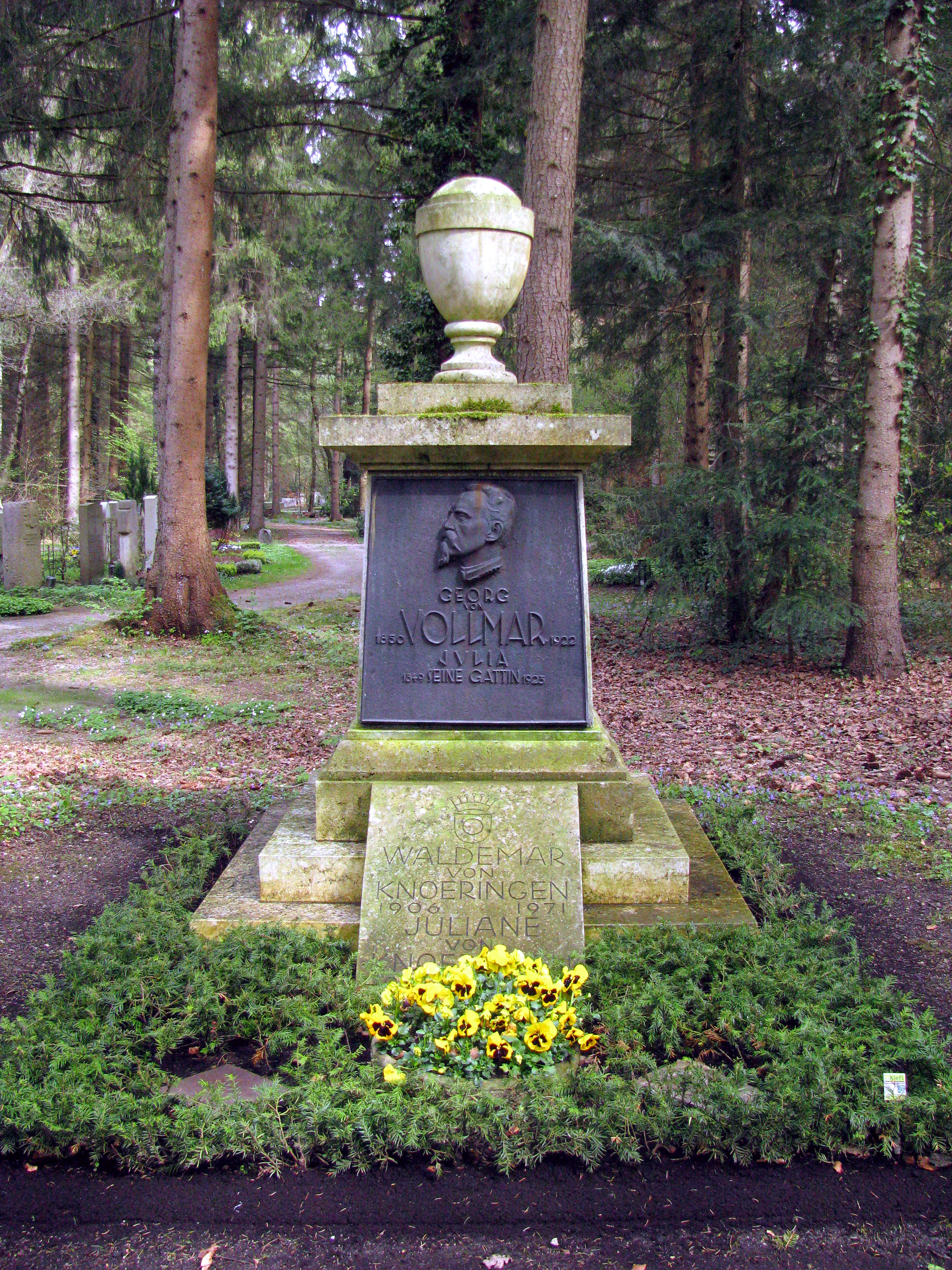
Tombe de Georg von Vollmar

En 1918, il démissionne de ses mandats pour des raisons de santé.
Son corps est enterré dans le cimetière forestier de Munich / Alter Teil dans la tombe n° 90-W-11.
La Fondation du SPD bavarois pour l'éducation politique, l'Académie Georg-von-Vollmar (de) au château d'Aspenstein (de) à Kochel am See et la plus haute distinction du SPD bavarois, la médaille Georg von Vollmar, portent son nom.

## Travaux
- Ueber die nächsten Aufgaben der deutschen Sozialdemokratie. Zwei Reden, gehalten am 1. Juni und 6. Juli 1891 zu im „Eldorado“ München. M. Ernst, München 1891. MDZ Reader
- Reden und Schriften zur Reformpolitik (= Internationale Bibliothek. Bd. 92). Ausgewählt und eingeleitet von Willy Albrecht. J. H. W. Dietz, Berlin u. a. 1977,  (ISBN 3-8012-1092-8).